# Miasto Nova Gradiška
Miasto Nova Gradiška (chorw. Grad Nova Gradiška) – jednostka administracyjna w Chorwacji, w żupanii brodzko-posawskiej. W 2011 roku liczyła 14 229 mieszkańców.